# Договір Тлателолько
Договір Тлателолько (англ. Treaty of Tlatelolco), офіційно Договір про заборону ядерної зброї в Латинській Америці та Карибському басейні (англ. Treaty for the Prohibition of Nuclear Weapons in Latin America and the Caribbean) — багатосторонній міжнародний акт про створення без'ядерної зони на території Латинської Америки та Карибського басейну.

## Історія
Договір підписаний 14 лютого 1967 на зустрічі глав держав Латинської Америки та Карибського басейну в Тлателолько (район міста Мехіко). Договір підписали 14 держав: Болівія, Венесуела, Гаїті, Гватемала, Гондурас, Колумбія, Коста-Рика, Мексика, Панама, Перу, Сальвадор, Уругвай, Чилі та Еквадор. 7 країн утрималися від підписання: Аргентина, Бразилія, Домініканська республіка, Нікарагуа, Парагвай, Тринідад і Тобаго, Ямайка. Куба в цій зустрічі участі не брала.
22 квітня 1968 договір офіційно набрав чинності.
Приводом до укладання Договору Тлателолько стала Карибська криза 1962, тому першочерговою метою цього договору стало створення гарантії безпеки Латинської Америки від будь-яких конфліктів між ядерними державами.
Ключову роль у розробці та просуванні договору відіграв міністр закордонних справ Мексики Альфонсо Гарсія Роблес, за що в 1982 отримав Нобелівську премію миру.